# Juliusz Erazm Bolek
Juliusz Erazm Bolek (* 25. listopadu 1960 Varšava) je polský básník, prozaik, publicista, autor divadelních her.
Debutoval v roce 1980. Rozvíjí milostnou, filozofickou, reflexní a satirickou poezii.
Je známý pro nekonvenční způsoby prezentace poezie: básnické plakáty – umělecký manifest: „Od dětství jsem trpěl gigantomanií”, básně na ubrouscích, básně–samolepky, show ze zvukem a světlem, poezie na autobusových zastávkách, promítání básní pomocí laserů. Knihou Tajemství života. Kalendář básnický zlomil Guinnessův světový rekord pro největší sbírku básní. Tato báseň je nejznámější dílo básníka. Vytvořil nové literární žánry: dialogovou báseň a EFP – tzv. emailované poetické fejetony. Je vynálezcem nové, patentované podoby knihy – bodybook, která umožňuje zavěšení knihy na krku. Zajímá se o hledání smyslu a obsahu slov stylistickou formou, jako v povídce „Serpentyna” napsané ve druhé osobě jednotného čísla.
Velmi aktivní v literárních kruzích byl v 80. letech (člen literárních skupin „Rdzeń”, „Ecce” a situační skupiny „Niegocin”). Od roku 1986 vede nezávislý umělecký magazín „Enigma. Lide * Umění * Myšlenky”. Založil festival poezie „Báseň Tisíci Nocí”. Je zakladatelem básnické knižní edice Staroměstského domu kultury ve Varšavě Dvanáct stránek básní uvádí..., ve které publikovalo mnoho známých básníků.
Napsal několik básnických sbírek. Jeho básně jsou publikovány v různých almanaších a antologiích, včetně „Antologie tisíciletí”. Jeho díla byly přeložena mimo jiné do angličtiny, bulharštiny, češtiny, francouzštiny, španělštiny, litevštiny, latiny, lotyštiny, nizozemštiny, makedonštiny, němčiny, portugalštiny, ruštiny, srbštiny, slovenštiny, švédštiny, ukrajinštiny, vietnamštiny a italštiny. Je zakladatelem programu „Porazit Babylonskou věž”. O jeho osobě byly natočeny dva dokumentární filmy.